# Un deseo irlandés
Un deseo irlandés (título original en inglés: Irish Wish) es una película estadounidense de comedia romántica y fantasía dirigida por Janeen Damian y escrita por Kirsten Hansen. La película está protagonizada por Lindsay Lohan y marca su segundo proyecto consecutivo con Netflix and the Damians. Brad Krevoy y Michael Damian son los productores de la película, que se anunció oficialmente en septiembre de 2022 y comenzó su producción en Irlanda ese mismo mes. Se estrenó el 15 de marzo de 2024 en Netflix.

## Argumento
Cuando el amor de su vida se compromete con su mejor amiga, Maddie deja sus sentimientos a un lado para ser dama de honor en su boda en Irlanda. Días antes de que la pareja se case, Maddie pide un deseo espontáneo de amor verdadero, solo para despertarse como la futura novia. Con su sueño aparentemente hecho realidad, Maddie pronto se da cuenta de que su verdadera alma gemela es alguien completamente diferente.

## Reparto
- Lindsay Lohan como Maddie Kelly
- Ed Speleers como James Thomas
- Alexander Vlahos como Paul Kennnedy
- Ayesha Curry como Heather
- Elizabeth Tan como Emma Taylor
- Jane Seymour como Rosemary Kelly
- Jacinta Mulcahy como Olivia Kennedy
- Matty McCabe  como Kory Kennedy
- Dakota Lohan como Finn

## Producción
Después de volver a actuar con la comedia romántica navideña Falling for Christmas, Netflix anunció en marzo de 2022 que continuarían trabajando con Lindsay Lohan a través de una asociación en la que protagonizaría dos nuevas películas. En mayo de 2022, Lohan habló con Forbes sobre el acuerdo:
"La razón por la que realmente hice clic con Netflix y Christina Rogers y las personas involucradas en Falling for Christmas y el contrato de la película es porque sentí que las películas de comedia romántica se habían disipado un poco y realmente las extraño. Este fue mi fuerte cuando comencé a actuar y cuando estaba llegando a la adolescencia y adquiriendo mi propia vida. Realmente quiero recuperar eso de la mejor manera que podamos. Creo que también el autodescubrimiento para las mujeres en las películas es algo grandioso de una manera feliz, divertida y alegre. Realmente extraño eso y ellos estuvieron de acuerdo conmigo y ahí es donde está el enfoque."
En agosto de 2022, los medios locales informaron que Lohan filmaría una nueva película titulada Irish Wish en varios lugares de Irlanda el mes siguiente. Ambientada en la Irlanda actual, Lohan desempeñaría el papel principal y se esperaba que la película se estrenara en Netflix el año siguiente. Luego, una convocatoria de casting para un doble de cuerpo de la productora reveló que la fotografía principal de la película se llevaría a cabo en Dublín, Wicklow y Westport, del 5 de septiembre al 14 de octubre de 2022. El 1 de septiembre de 2022, Netflix anunció oficialmente la película como parte de su asociación creativa de dos películas con Lohan y reveló su premisa. En Irish Wish, Lohan vuelve a formar equipo con la cineasta Janeen Damian, con quien trabajó anteriormente en Falling for Christmas. Damian iba a dirigir el guion, que fue escrito por Kirsten Hansen. Brad Krevoy de Motion Picture Corporation of America y Michael Damian de Riviera Films serían los productores, mientras que Hansen, Amanda Phillips, Jimmy Townsend y Vince Balzano actuarían como productores ejecutivos. El 14 de septiembre se anunció que Ed Speleers, Alexander Vlahos, Ayesha Curry, Elizabeth Tan y Jane Seymour se habían unido al elenco. En noviembre de 2022, Seymour reveló en The Late Late Show que interpretaría a la madre del personaje de Lohan en la película.
Lohan habló sobre su personaje diciendo: "Es un poco ratón de biblioteca. Es una nerd, lo cual me encantaba interpretar. Pero es un amor. Es un poco ingenua y lo mantiene así porque su cabeza siempre está enfocada en escribir y esas cosas y reveló que su hermano Dakota también aparecería en Irish Wish." Más tarde ese mes, Michael y Janeen Damian dijeron que habían comenzado el proceso de edición. Dijeron que Lohan haría más comedia física en la película e hizo algunas de sus propias acrobacias. Damian dijo que la película "tiene lugar en el verano, es una carta de amor a Irlanda. Tiene mucha comedia física realmente divertida pero también mucho corazón y un poco de magia [...] Porque habíamos trabajado juntos en Al caer la Navidad, realmente pudimos aprovechar las fortalezas [de Lohan] cuando estábamos armando este proyecto". Continuó: "Es una historia de 'ten cuidado con lo que deseas'. A veces puede que no obtengas lo que quieres, pero obtienes lo que necesitas". El 1 de febrero de 2024, Netflix lanzó la primera imagen promocional al tiempo que anunciaba su fecha de lanzamiento.

## Estreno
La película se estrenó el 15 de marzo de 2024 en Netflix.